# استر هولوشی
استر هولوشی (مجاری: Eszter Hollosi؛ زادهٔ ۲۰ ژوئن ۱۹۸۱) بازیگر مجارستانی‌الاصل اهل اتریش است.
دو تحصیلات خود را در زمینهٔ «بازیگری تئاتر» و «هنرهای نمایشی اروپا» در استراتفورد و لندن انجام داد و بیشتر در کشور اتریش فعالیت هنری داشته‌است.